# Hugo Dornhofer
Hugo Dornhofer (* 14. November 1896 in Oberfeistritz, Steiermark, Österreich; † 5. April 1977 in Heiligenstadt) war ein deutscher Politiker (Zentrum, CDU) und Abgeordneter des Thüringer Landtags. 

## Leben

### Ausbildung und Beruf
Dornhofer wuchs als eines von sieben Kindern eines Straßenwärters in ärmlichen Verhältnissen auf. Von seinen Eltern empfing er eine tiefe Frömmigkeit und einen festen Glauben, die ihn zeitlebens trugen. Seine Mutter starb, als er zwölf Jahre alt war. Nach der Volksschule in Anger und Lebing und einer Tischlerlehre leistete er ab 1915 Kriegsdienst. Zurück aus italienischer Kriegsgefangenschaft, arbeitete er ab 1919 im Elektrowerk Weiz. Dort trat er den Christlichen Gewerkschaften bei und war von 1920 bis 1921 Sekretär bei den Christlichen Gewerkschaften in Graz und Klagenfurt. Nach seiner Heirat 1921 zog er nach Heiligenstadt, den Heimatort seiner Frau, und war bis 1933 in verschiedenen Gewerkschaftsfunktionen tätig. So war er von 1923 bis 1924 Bezirkssekretär des Zentralverbandes der Landarbeiter in Heiligenstadt sowie ab 1926 in gleicher Stellung für die christlichen Tabakarbeiter tätig. Er war Mitglied im Aufsichtsrat der AOK und der Landesversicherungsanstalt Merseburg.

### Zeit des Nationalsozialismus
Im Mai 1933 wurden die christlichen Gewerkschaften zerschlagen und Dornhofer seiner gewerkschaftlichen und politischen Ämter enthoben. Er war arbeitslos und wurde ab 1938 zwangsweise zum Arbeitsdienst verpflichtet, zunächst in Heiligenstadt, ab 1943 als Bauaufseher im KZ Mittelbau-Dora. Dort wurde er nach dem Attentat vom 20. Juli 1944 auf Adolf Hitler verhaftet, war aber nur für kurze Zeit inhaftiert. Nach der Befreiung des Lagers Dora im April 1945 kehrte Dornhofer nach Heiligenstadt zurück.

### SBZ und DDR
Im August 1945 war Dornhofer eines der Gründungsmitglieder der CDU im Eichsfeld und bis Anfang 1948 Vorsitzender des Kreisverbandes. Ab 1946 war er stellvertretender Landesvorsitzender der CDU Thüringen. 1947 wurde er nach der von der Sowjetischen Militäradministration in Deutschland (SMAD) verfügten Entlassung Jakob Kaisers kommissarischer Landesvorsitzender.
Als entschiedener Gegner und Verfolgter des NS-Regimes galt er als unanfechtbarer Interessenvertreter gegenüber den örtlichen Befehlshabern der SMAD, die Bevölkerung setzte großes Vertrauen in Dornhofer. Unter seiner Leitung wurde die Union stärkste politische Kraft im Eichsfeld. Bei den Kommunalwahlen 1946 erreichte die CDU mehr als 70 % der Stimmen. Dornhofer wurde daraufhin Mitglied der Stadtverordnetenversammlung in Heiligenstadt und des Kreistages im Landkreis Worbis. Bei den gleichzeitig stattfindenden Landtagswahlen in der SBZ 1946 wurde er in den Thüringer Landtag gewählt. Im Landtag war er bis zu seinem erzwungenen Rücktritt am 16. September 1947 Vorsitzender des Ausschusses für Arbeit, Gesundheit und Sozialfürsorge. Auch seine Gewerkschaftsarbeit nahm Dornhofer nach dem Krieg wieder auf. Er wurde Mitbegründer und Vorstandsmitglied der Einheitsgewerkschaft im Eichsfeld und Verwaltungsdirektor der AOK.
Seine politische Arbeit seit 1945 wurde mehr und mehr durch massive Konflikte mit der Besatzungsmacht und der SED bestimmt. Die Ablehnung der Bodenreform, seine bürgerlich-demokratische Überzeugung und der Widerstand gegen die Gleichschaltung der Institutionen führten am 19. Februar 1948 zu dem von der Sowjetischen Militäradministration in Thüringen (SMATh) erzwungenen Rückzug aus der Politik. Dornhofer legte den Kreistagsvorsitz nieder und trat als Vorsitzender der Eichsfelder CDU zurück. Auch nach der Entfernung aus den Ämtern stellte er durch die breite Unterstützung der Bevölkerung des Eichsfeldes aus Sicht der Machthaber weiterhin eine Gefahr dar, was zu seiner Entlassung als Krankenkassenvorsitzender 1949 führte.

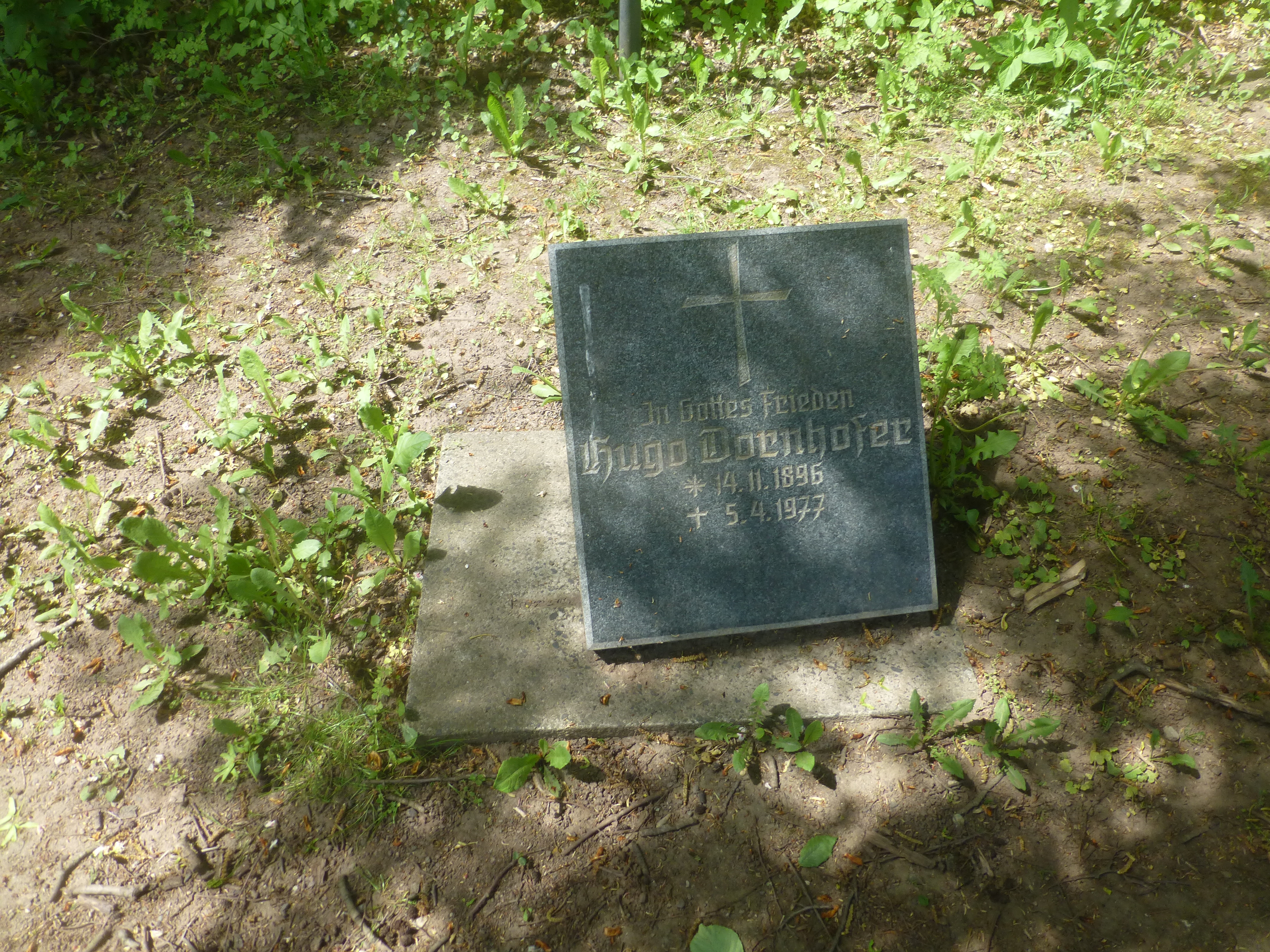
Grab von Hugo Dornhofer auf dem Alten Friedhof in Heiligenstadt

Am 26. Juli 1952 wurde er durch die Staatssicherheit verhaftet und am 4. März 1953 in einem Schauprozess zu zwölf Jahren Zuchthaus verurteilt. Im selben Prozess wurde auch sein Sohn Ignaz Dornhofer zu sechs Jahren verurteilt. Nach vier Jahren Haft wurden beide 1956 im Rahmen einer Amnestie vorzeitig entlassen. Hugo Dornhofer wurde nach der Haftentlassung eine Arbeitsstelle verweigert. Er arbeitete als Hausmeister und Gärtner im Bergkloster in Heiligenstadt.

### Tod und Nachkommen
Hugo Dornhofer starb 1977 im Alter von 80 Jahren in Heiligenstadt. Er wurde auf dem dortigen Alten Friedhof begraben.
Zu seinen Urenkeln gehört die CDU-Politikerin Claudia Heber. Seit 2024 ist sie Abgeordnete des Thüringer Landtags.

## Ehrungen
1991 erfolgte die postume Rehabilitation beim Bezirksgericht Erfurt. Im gleichen Jahr wurde Dornhofer die Ehrenbürgerschaft der Stadt Heiligenstadt verliehen.
Im August 2009 enthüllte die damalige Präsidentin des Thüringer Landtags Dagmar Schipanski im Foyer des Fraktionsgebäudes an der Wand gegenüber dem Ricarda-Huch-Spruch eine Gedenktafel mit den Worten: Der Thüringer Landtag gedenkt aller verfolgter Politiker des Landes Thüringen 1945 - 1952, unter denen folgende drei Politiker benannt und porträtiert sind: Hermann Becker (LDP), Hermann Brill (SPD) und Hugo Dornhofer (CDU).